# 官澳龍鳳宮
官澳龍鳳宮，是位於中華民國福建省金門縣金沙鎮官嶼里官澳聚落的一座宮廟，主祀天上聖母和廣澤尊王，是金門縣縣定古蹟。

## 歷史
官澳龍鳳宮始建於明萬曆三十九年（1611年），原名天妃廟，廟前為官嶼渡口，居民乘船前往廈門前往往到此進香，故香火鼎盛，一度為金門最大的媽祖廟，人稱“青嶼祖厝官澳宮”，民國三十八年（1949年）為修建防禦工事將附近的廣澤尊王廟拆除，廟内的廣澤尊王遂移至天妃廟供奉，天妃廟也因此更名龍鳳宮。

## 建築
官澳龍鳳宮為二進式的傳統閩南廟宇建築，從外到内主體建築依次為廟門、左口前突歸、拜亭、深井、外深井、正殿及左右後歸突，建築飾以金門其他宮廟少見的龍虎堵和水車堵的浮雕和彩繪。